# Kasteel van Plessis-lès-Tours
Het Kasteel van Plessis-lès-Tours  (Frans: Château de Plessis-lès-Tours) (dat vroeger Montils-lès-Tours heette) is een voormalige koninklijke residentie in de Franse gemeente La Riche in het departement Indre-et-Loire. Het was de favoriete verblijfplaats van koning Lodewijk XI van Frankrijk die er op 30 augustus 1483 overleed. Nu is het kasteel voor driekwart verwoest en blijft enkel de oostvleugel nog over. Het staat op de lijst met historische monumenten sinds 12 april 1927.

## Geschiedenis
De heerlijkheid Montils-lès-Tours, die later de naam Plessis zal krijgen, wordt vanaf 1444 een koninklijke residentie waar koning Karel VII herhaaldelijk verbleef. Vervolgens werd het kasteel in 1467 gekocht door Lodewijk XI, de zoon en erfgenaam van Karel VII. Hij kocht het voor 5500 Franse daalders en liet er een nieuw kasteel bouwen. Tevoren stond er een fort uit de 11e eeuw, later verfraaid door de werken van Karel VII. De werken die Lodewijk XI liet uitvoeren voor nieuwe gebouwen en een gevangenis duurden tot 1470. De bijnaam voor Lodewijk XI was “le roi des marchands”. Het kasteel van Plessis-lès-Tours bevestigt dit ook, want zodra het werk was afgerond liet de koning in zijn kasteel het eerste zijdeatelier van Tours maken. Hij liet zeventien arbeiders van Italië overkomen om dit atelier open te houden. Het kasteel werd de favoriete verblijfplaats van de koning. Hij stierf er in 1483. De gevangenis, ook wel “La Balue” genoemd, is een zaal met booggewelven in rondboog. De ingang van de zaal wordt bereikt via een trap waaronder kardinaal Jean Balue zou zijn opgesloten.

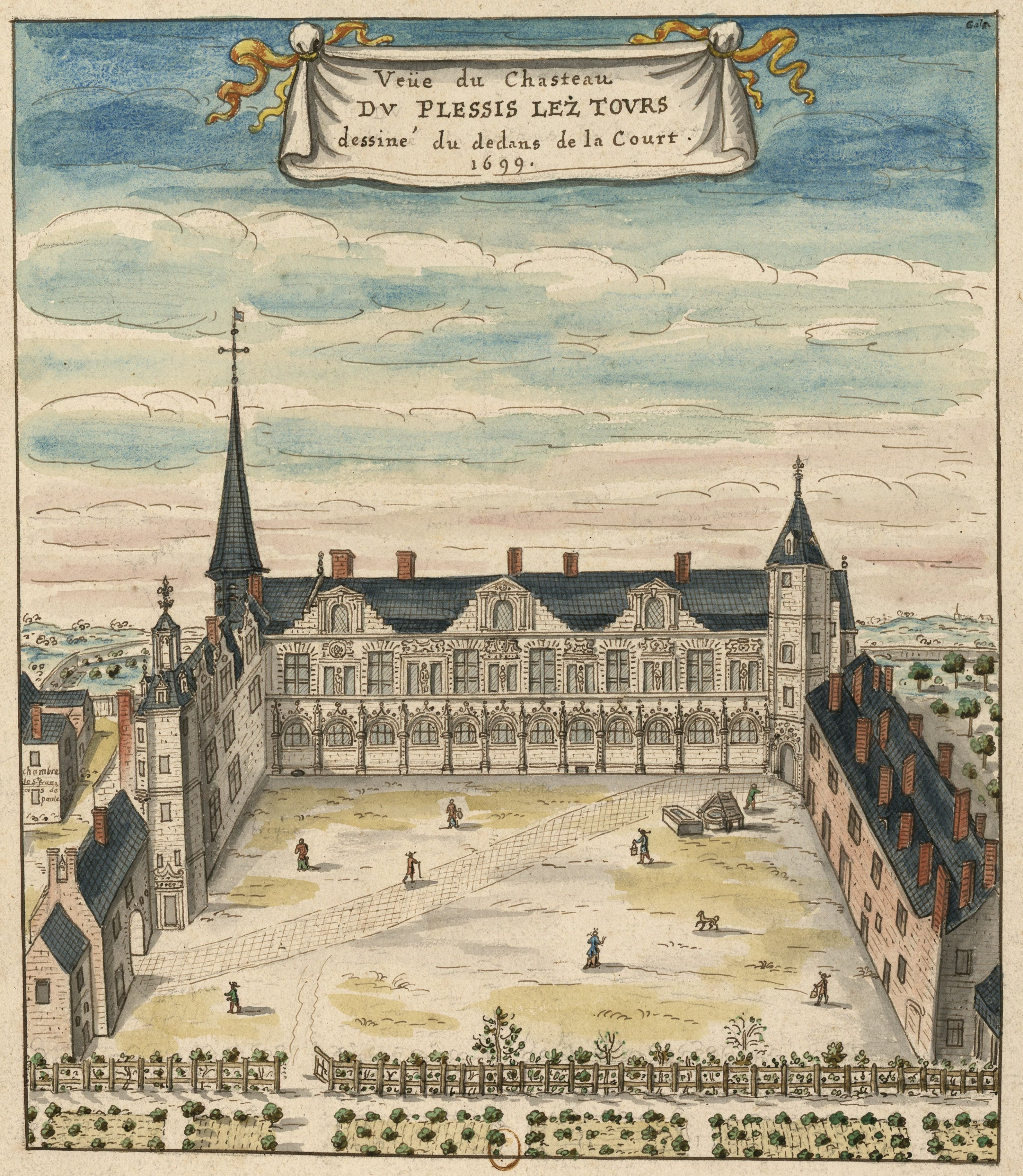
Het kasteel in 1699

Het Kasteel van Plessis-lès-Tours en koning Lodewijk XI zijn dus sterk met elkaar verbonden. Hierdoor ontving het kasteel veel prestigieuze gasten. Zo verbleef Franciscus van Paola (de biechtvader van Lodewijk) er vanaf 1482. De zoon van Lodewijk XI, Karel VIII, en ook zijn opvolger Lodewijk XII hebben in het kasteel gewoond, voornamelijk in 1505, toen Lodewijk XII er herstelde van een ziekte. Vervolgens was het kasteel de koninklijke residentie waar de Staten-Generaal in 1506 plaatsvonden. Ter gelegenheid hiervan werd aan Lodewijk XII de titel “Vader van het volk” toegekend. Ook werd er beslist dat de dochter van Lodewijk, Claude van Frankrijk, zou trouwen met Frans van Angoulême, de toekomstige Frans I.
Opmerkelijk is dat het de tweede keer was dat de Staten-Generaal in Tours bijeenkwamen. De eerste keer was in 1484, opgeroepen door Anna van Beaujeu, dochter van Lodewijk XI. Ze was regentes van het koninkrijk toen haar broer Karel VIII minderjarig was. Daarna verbleven Frans I, Claude van Frankrijk, Catharina de' Medici, Karel IX en Hendrik III vaak in het kasteel.
Het Kasteel van Plessis-lès-Tours is ook de plaats waar Hendrik III van Frankrijk en de toekomstige koning Hendrik IV elkaar ontmoet hebben in 1589, na hun ruzie. Door deze ontmoeting konden ze samen strijden tegen de Katholieke Liga. De ontmoeting werd mogelijk gemaakt door de moord op de hertog van Guise, hoofd van de Liga, door Hendrik III.
Daarna verbleef Hendrik IV af en toe in het kasteel, net als zijn zoon, Lodewijk XIII. Hendrik IV droeg ook bij tot de ontwikkeling van de zijde-industrie, door moerbeien van de Provence te planten in het park van het kasteel.
De opvolgers van Lodewijk XI verfraaiden het kasteel. Het werd gerenoveerd en uitgebreid. Intussen verlieten de leden van het hof een na één Touraine, het kasteel begon toen in verval te raken. In de 17e eeuw was er een poging tot herstel maar vanaf 1781 was het kasteel een verblijfplaats voor de bedelaars van Tours. In 1790 werd het kasteel verkocht als nationaal goed en in 1796 was het kasteel voor driekwart vernield. Tijdens de 19e eeuw herbergde het kasteel een bedrijf dat jachtkogels produceerde, was het een bewaarplaats en werd het tevens gebruikt als boerderij. Deze verschillende activiteiten dragen grotendeels bij tot het verval van het kasteel. In de 20e eeuw kende het kasteel echter een periode van bloei dankzij dokter Chaumier. Chaumier nam de restauratie van het gebouw op zich. Deze restauratie is nu nog steeds zichtbaar. Het kasteel herbergt vandaag de dag een theatergezelschap.

## Architectuur

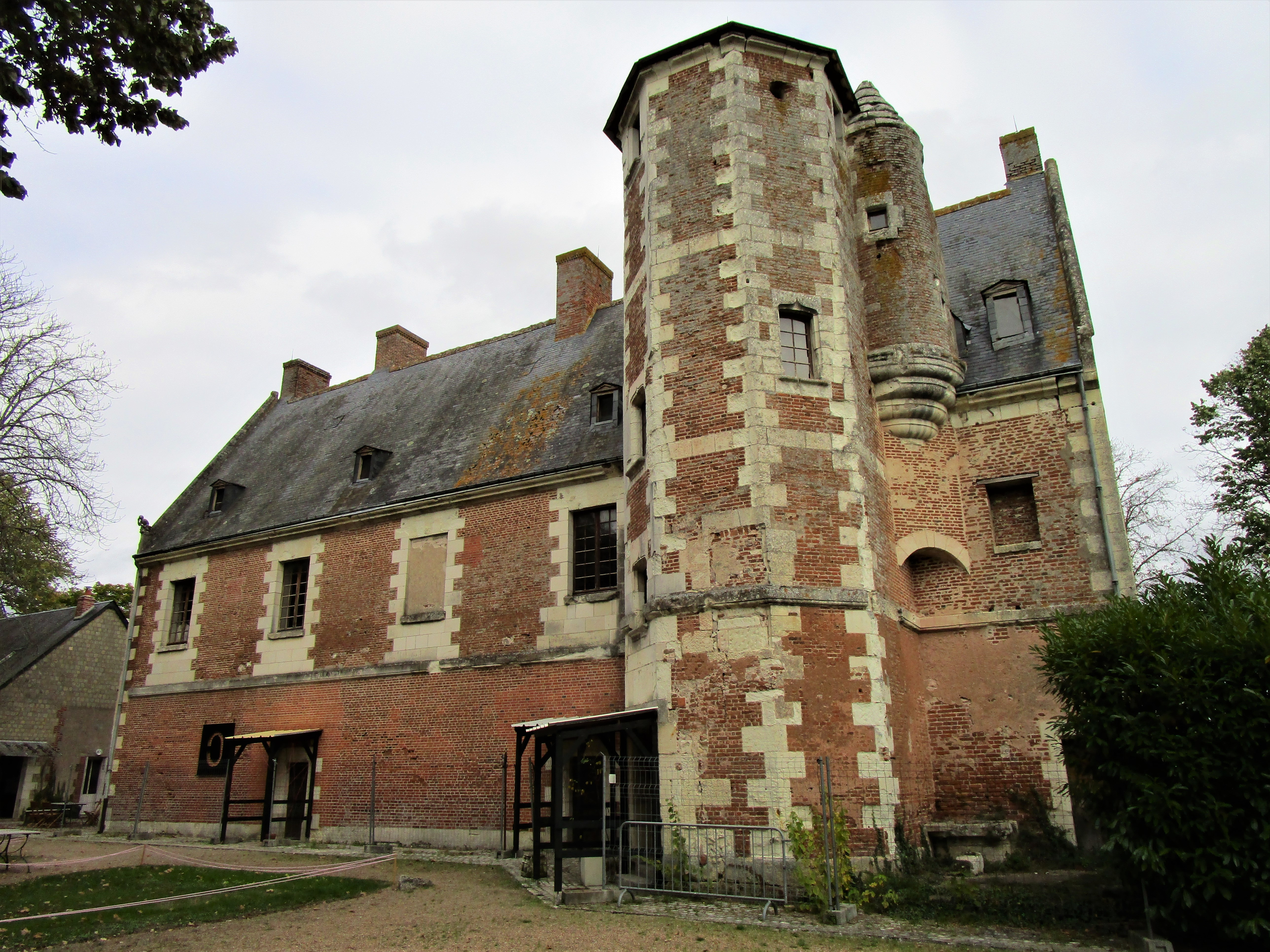
Kasteel met de trappentoren

Van het Kasteel van Plessis-lès-Tours blijft nu enkel nog het rechthoekig hoofdgebouw over, met aan de oostkant een trappentoren. Het hoofdgebouw dat nu nog overblijft, is gerestaureerd in de 19e en 20e eeuw. Dit deel komt overeen met het zuidelijk deel van de voormalige koninklijke woning gemaakt uit baksteen en natuursteen. Zijn hedendaagse stijl komt overeen met de kenmerken van de internationale gotiek, naar het voorbeeld van de Louis XII-vleugel van het kasteel van Blois. De overblijfselen van het voormalige kasteel zijn maar weinig zichtbaar en de binnenkant is grotendeels gewijzigd. In het kasteel staan er nog steeds kooien die gebruikt werden als gevangenis. Men noemde deze ook "fillètes" , ten onrechte lijkt het, aangezien deze term in werkelijkheid verwijst naar kettingen verzwaard met bollen die de gevangenen belemmerden. Daarna werden ze in metalen kooien opgesloten, waarin het onmogelijk was om recht te staan. Deze kooien werden omhoog gehangen. Kardinaal Balue zou elf jaar lang zijn vastgehouden in zo’n kooi.

## Bron
- Dit artikel of een eerdere versie ervan is een (gedeeltelijke) vertaling van het artikel Château de Plessis-lès-Tours op de Franstalige Wikipedia, dat onder de licentie Creative Commons Naamsvermelding/Gelijk delen valt. Zie de bewerkingsgeschiedenis aldaar.